# Carrer Mare de Déu dels Socors
El Carrer Mare de Déu dels Socors és un carrer de Tossa de Mar (Selva). Els edificis dels números 6, 8 i 16 formen part de l'Inventari del Patrimoni Arquitectònic de Catalunya.

## Número 6

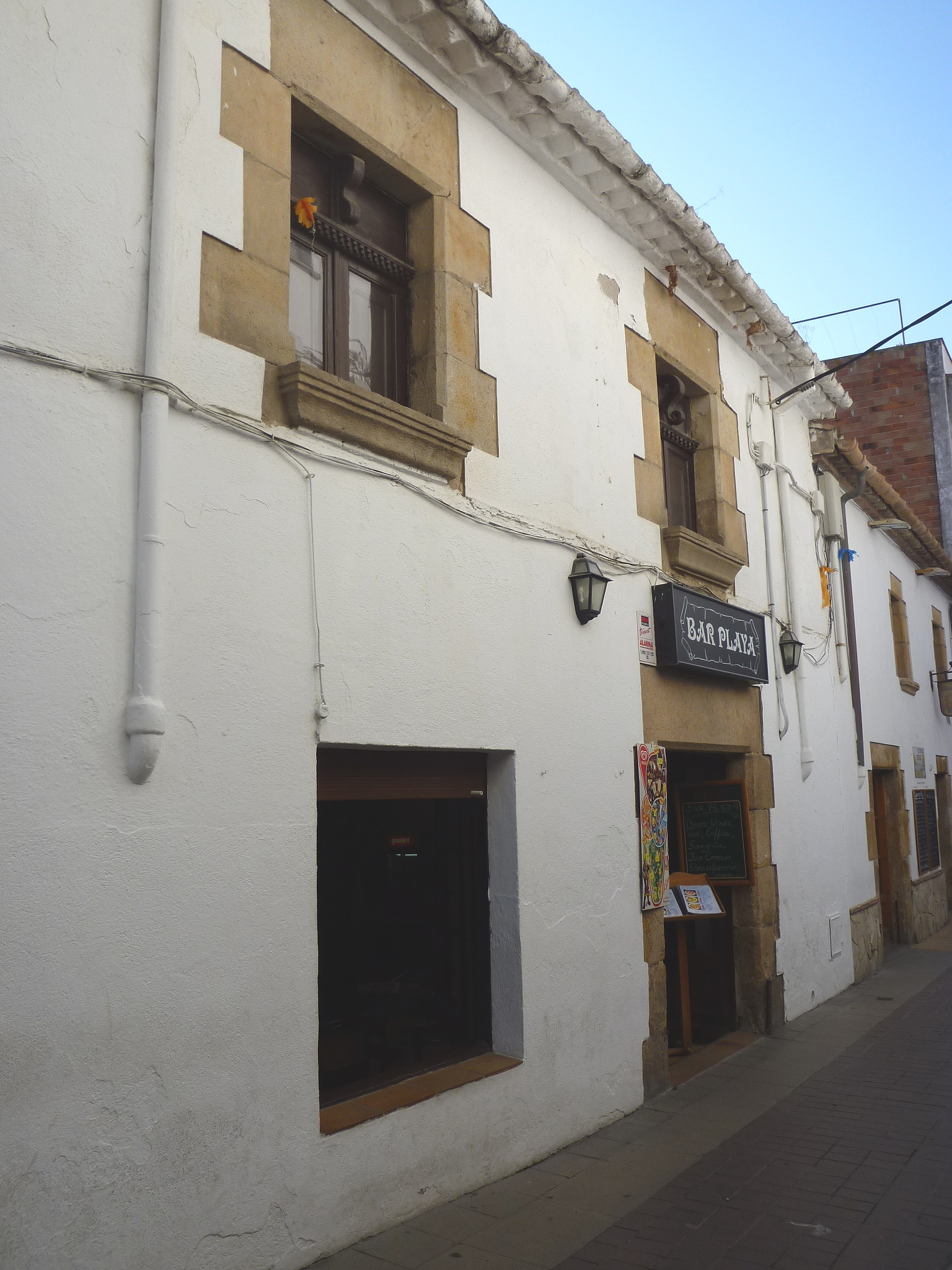
Habitatge al número 6 del carrer Mare de Déu dels Socors de Tossa de Mar.

L'edifici del número 6 del carrer Mare de Déu dels Socors de Tossa de Mar forma part de l'Inventari del Patrimoni Arquitectònic de Catalunya. És un edifici de dues plantes, entre mitgeres, cobert amb una teulada d'una sola aigua de vessant a façana. L'edifici està ubicat al costat dret del carrer de la Mare de Déu dels Socors. L'immoble està estructurat internament basant-se en dues crugies. La planta baixa consta de dues obertures, a destacar especialment el gran portal d'accés rectangular equipat amb una llinda monolítica de grans dimensions i muntants de pedra molt ben treballats i escairats.
El primer pis contempla dues obertures de similar tipologia, una de les quals comunica i enllaça directament amb el portal. Es tracta de dues grans finestres rectangulars amb llinda monolítica, muntants de pedra i amb un gran ampit de pedra treballat. Les dues finestres presenten el mateix recurs decoratiu i ornamental, localitzat en la meitat superior, consistent en una espècie de mènsula decorativa, que descansa sobre una franja vertical ornada en la part inferior amb un motlluratge de gotes o una espècie d'escacat.
Tanca l'edifici en la part superior un ràfec format per tres fileres: la primera de rajola plana i la segona i la tercera de teula.

## Número 8
L'edifici del número 8 del carrer Mare de Déu dels Socors de Tossa de Mar forma part de l'Inventari del Patrimoni Arquitectònic de Catalunya. És un edifici de tres plantes, entre mitgeres, cobert amb una teulada d'una sola aigua de vessant a façana. L'immoble està ubicat al costat dret del carrer de la Mare de Déu dels Socors. L'immoble està estructurat internament basant-se en tres crugies. La planta baixa consta de tres obertures irrellevants que no han rebut cap tractament singular, i està adreçada a l'explotació comercial com a estanc.
El primer i segon pis han estat resolts basant-se en l'aplicació del mateix esquema formal, que consisteix en l'aplicació de tres finestres rectangulars per pis, completament irrellevants, ja que no se les ha sotmès a cap treball en especial. Tanca l'edifici en la part superior un ràfec format per quatre fileres: la primera de rajola plana, la segona de teula, la tercera de rajola plana i la quarta de teula.

## Número 16

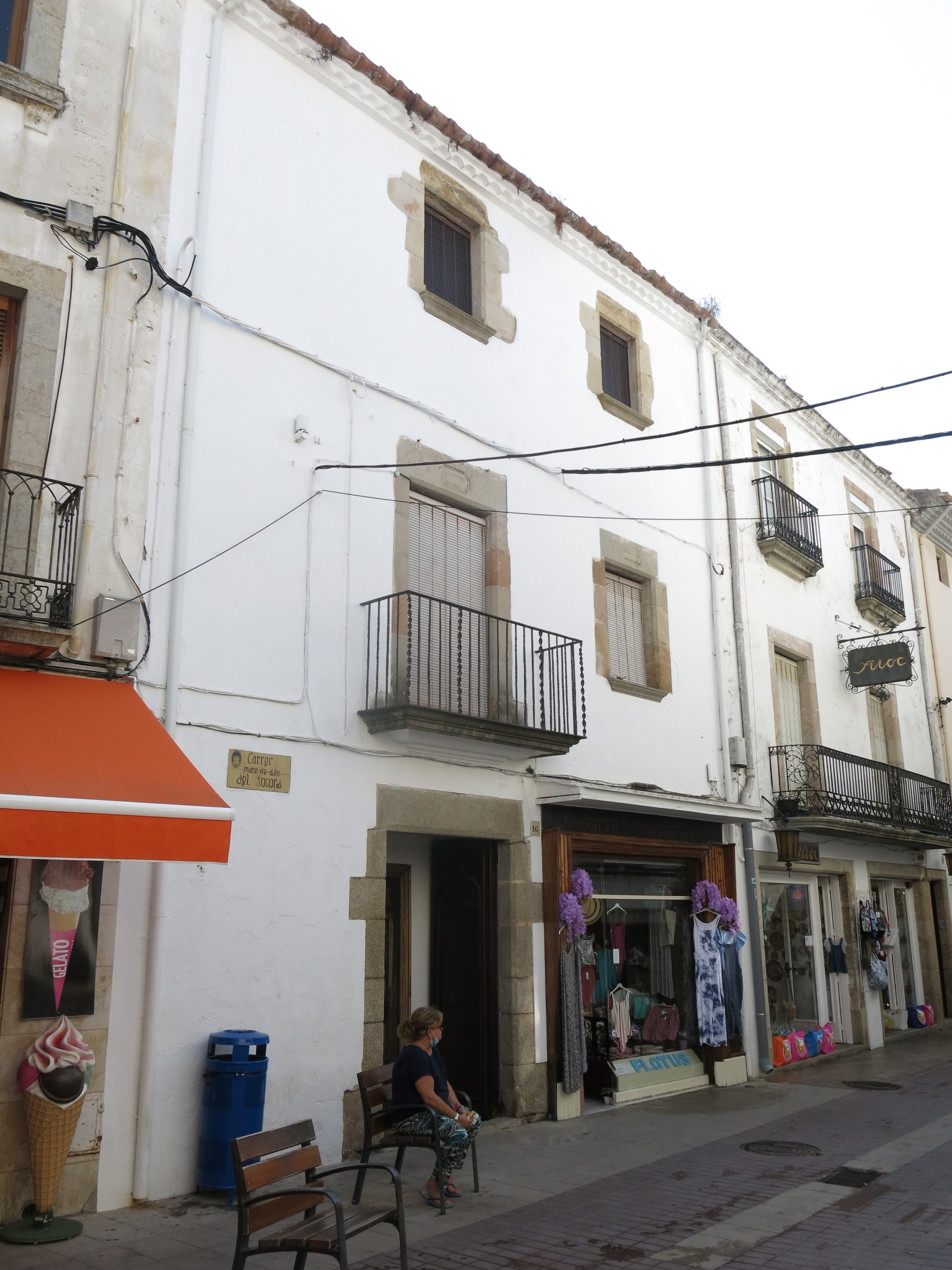
Edifici del número 16 del carrer Mare de Déu dels Socors de Tossa de Mar.

L'edifici del número 16 del carrer Mare de Déu dels Socors de Tossa de Mar forma part de l'Inventari del Patrimoni Arquitectònic de Catalunya.

### Descripció
És un edifici de tres plantes, dues crugies, situat entre mitgeres i amb coberta de doble vessant a façana. La planta baixa consta de la porta d'accés i d'un aparador comercial, reforma de mitjan segle xx. La porta principal té un marc de blocs de pedra i una llinda monolítica horitzontal de granit. La port és de fusta seguint l'estil tradicional de les cases construïdes a finals del segle xviii a tota aquesta part de la vila. Té doble porta amb decoració de fusteria barroca, vegetal i geomètrica, sobre l'obertura d'ús més comú en forma d'arc.
El primer pis consta d'una finestra emmarcada de pedra i d'una finestra adaptada a balcó, amb barana de ferro de forja decorat amb espirals senzills. La llinda monolítica de la finestra més gran, la que està adaptada com a balcó, porta gravada dins un marc rectangular amb els angles còncaus la data de 1776. El segon pis conté dues finestres emmarcades de pedra amb ampit motllurat. El ràfec és de doble filera, de rajola i teula, sota la canalera bruta i plena de vegetació que obstrueix la recollida i canalització de l'aigua pluvial.

### Història
Es tracta d'un edifici originari del segle xviii i reformat durant els segles XIX i XX. En aquest cas, la casa es va tirar a terra a mitjans dels anys 80 i es va construir l'actual bloc de pisos. Bona part de les cases i els carrers de la vila nova de Tossa són originàries del segle xviii, quan la vila va suportar un creixement econòmic i demogràfic que va urbanitzar aquesta zona. Moltes d'elles, malgrat haver-se reformat interiorment i exteriorment, han conservat restes de les cases originals, com ara llindes gravades o finestres motllurades de pedra. D'altra banda, aquests elements són, la major part de les vegades, els únics elements conservats.
Aquest edifici destacava per ser un dels edificis característics de la nova urbanització de la Tossa de finals del segle viii. El treball artístic de la fusta de les portes de la majoria d'aquestes cases es devien a la família d'artistes i fuster de Cas Martí.